# شادي ريشا
شادي ريشا (21 أبريل 1987-) ممثل لبناني

## حياته
درس الإعلام (راديو وتلفزيون) ثمّ تابع دراسته وتخصص في الإخراج في جامعة سيدة اللويزة كما درس الموسيقى في المعهد العالي للموسيقى، رتل الميلاد في ريستال قدم به أغاني ميلادية عربية وعالمية.
عام 2010 شارك في برنامج ستديو الفن على شاشة إم تي في اللبنانية وحصل على الميدالية البرونزية 

## مشواره المهني
إطلالته الأولى كانت من خلال تلفزيون  المستقبل في برنامج “ناس وناس”مع الاعلامي ميلاد حدشيتي وكان دوره مقتصراً على إجراء مقابلات خارج التلفزيون. ولكن الانطلاقة الفعلية كانت من خلال تقديمه لبرنامج خاص “صار الوقت” أيضا على شاشة المستقبل. كما عمل في تقديم أخبار لنشرات رئيسية لمدة أربع سنوات عبر إذاعة “صوت لبنان” بالإضافة إلى برامج متنوعة إنتقل بعدها إلى تلفزيون لبنان، قدم الكثير من الإعلانات التلفزيونية التجارية.
سطع نجمه كممثل من خلال أدوار قليلة تركت بصمتها لدى الجمهور، بدءاً من دور نضال في مسلسل “جنى العمر” إلى مسرحية “كلنا تقلا” بدور راباي الكبير وصولاً إلى دور الأهم وهو شخصية فؤاد وهو شاب مثلي جنسياً يعمل كمهندس وصديق تينا التي جسدتها كارين رزق الله وهشام في مسلسل “مش أنا”

### مشاركته كموديل في الأغاني المصورة
في عام 2014 ظهر في كليب الفنانة سارة الهاني «يا ليل» وبنفس العام صوّر فيديو كليبًا مع الفنّانة الأردنيّة ديانا كرزون بعنوان «كلمة أحبك»
وعام 2018 شاركها للمرة الثانية في تصوير أغنية “مش مسموح” من إخراج فرح علامة ولعبُ فيه دور العريس.

## أعماله

### في التلفزيون
| سنة الإنتاج | اسم المسلسل           | الشخصية |
| ----------- | --------------------- | ------- |
| 2020        | غربة                  |         |
| 2019        | صمت الحب              | خليل    |
| 2017        | محرومين               | جبران   |
| 2016        | مش أنا                | هشام    |
| 2015        | قلبي دق               | (فؤاد)  |
| 2015        | مدرسة الحب            |         |
| 2014        | ولاد البلد            | هشام    |
| 2014        | أنياب وشعراء (الصراع) |         |
| 2011        | جنى العمر             | نضال    |

### تقديم البرامج
| سنة الإنتاج | اسم البرنامج                                | عرض على         |
| ----------- | ------------------------------------------- | --------------- |
| 2022        | صباح اليوم                                  | تلفزيون الجديد  |
| 2020        | أحلى صباح                                   | تلفزيون لبنان   |
| 2017-2018   | سهرة عمر                                    | تلفزيون لبنان   |
| 2017        | سهرة ليلة الميلاد ورأس السنة                | تلفزيون لبنان   |
| 2016-2018   | أحلى صباح                                   | تلفزيون لبنان   |
| 2015        | فقرة ألف خبرية وخبرية ضمن برنامج صباح لبنان | تلفزيون لبنان   |
| 2013-2014   | ببساطة                                      | إذاعة صوت لبنان |
| 2010-2014   | نشرات الأخبار                               | إذاعة صوت لبنان |

### في السينما
| سنة الإنتاج | الفيلم   | الشخصية |
| ----------- | -------- | ------- |
| 2017        | آند أكشن |         |
| 2013        | عقدة     |         |
| 2013        | عصفوري   |         |

### في المسرح
| سنة الإنتاج | المسرحية   | الشخصية        |
| ----------- | ---------- | -------------- |
| 2017        | كي لا ننسى | الأب بطرس سارة |
| 2017        | كلنا تقلا  | راباي الكبير   |

## تكريمات وجوائز
- لبنان: ميدالية برونزية عن فئة تقديم البرامج في برنامج “ستديو الفن” 2010
- لبنان:رشح كأفضل ممثل شاب عن دوره بمسلسل “قلبي دق” للحصول على جائزة الموريكس دور 2015
- لبنان: جائزة «براود ليبانون» عن دوره لشخصية فؤاد في مسلسل قلبي دق 2016[11]
- لبنان: جائزة “Human of the Year 2016” بدور فؤاد في مسلسل “قلبي دق”.